# NGC 2769
NGC 2769 (również PGC 25870 lub UGC 4816) – galaktyka spiralna (Sa), znajdująca się w gwiazdozbiorze Wielkiej Niedźwiedzicy. Odkrył ją John Herschel 8 marca 1831 roku.